# Royal suédois
Royal Suédois, "Kungliga Svenska (regementet)", var ett främlingsregemente med först svenskt, men sedermera mest tyskt manskap, i fransk tjänst. Dess officerskår utgjordes till stor del av svenskar.
Det fanns även ett regemente i svensk tjänst med detta namn, som uppsattes 1813 i Pommern (Wolgast) av fransmän och italienare och som i slutet av året räknade 6 kompanier, formerade på en bataljon, även kallad italiensk-fransyska bataljonen.

## Bakgrund
Under 1700-talet ansågs det önskvärt att officerare tillbringade en del av sin utbildningstid i ett främmande lands armé. Även de meniga kom ofta från en rad länder, då det inte var ovanligt att tillfångatagna soldater eller legoknektar som inte fick sold gick över till fienden. Av de kontinentala stormakterna var det just Frankrike som Sverige hade bäst kontakter med, efter att Frankrike stött Sverige ekonomiskt under trettioåriga kriget.

## Historik
Vid Fleurus 1690 i Pfalziska tronföljdskriget i Belgien mellan Ludvig XIV:s Frankrike och den augsburgska ligan, bestående av England, Nederländerna, Österrike, Spanien och Sverige togs omkring 500 svenska soldater som stått under nederländsk ledning till fånga. De erbjöds enligt tidens sed att träda i fransk tjänst. Tillräckligt många gjorde så för att ett infanteriregemente kunde inrättas, även om det rådde brist på officerare. 1694 utsågs Erik Sparre till överste vid regementet, vilket inledde en lång period där regementet leddes av den utflyttade, franska grenen av denna ätt.
Namnet 'Royal Suédois' fick man 1742 efter att i strider vid Prag ha visat sig lojalt. Dessutom fick man andra materiella fördelar som tillkom ett kungligt regemente. Under Nordamerikanska frihetskriget deltog man i strider på den europeiska kontinenten, i synnerhet ett misslyckat angrepp på Gibraltar som fallerade då pumpsystemet på de specialtillverkade pråmar man använde inte fungerade.
1783 köpte sig Axel von Fersen d.y. en beställning som överste (colonel propriétaire) vid regementet, något som var mycket vanligt i Frankrike vid denna tid. Axels far, Fredrik Axel von Fersen, hade dessutom tidigare tjänstgjort i regementet. När Axel d.y. två år senare anslöt sig till detta 'kungliga svenska regemente' var en tredjedel av officerskåren svensk.
Den franska revolutionen ledde till att utländska regementen blev allt mindre välsedda. 1791 bytte regementet - som tidigare hade nummer 91 bland de franska infanteriregementena namn och nummer till 89:e linjeregementet, men vid det laget var det inte många svenskar kvar. Sist ut blev Hans Henrik Sköldarm, som gav sig av i februari 1792.

## Chefer
- J. H. de Leisler (1690)
- E. M. Sparre (1694)
- J. G. de Lenck (1714)
- P. Appelgrehn (1734)
- J. I. M. Sparre (1742)
- A. S. J. Sparre (1756)
- L. E. J. Sparre (1770)
- C. G. Sinclair (1771)
- H. A. von Fersen (1783)
- Ch. de Furstenwörther (1791)
- Joseph de Brusselles (1793)

## Organisation
Under sjuårskriget var regementet Royal-Suédois organiserat enligt följande.
Vid krigets början bestod regementet av en bataljon. 1760 införlivades regementet Royal Pologne i regementet, som dess andra bataljon.
- 1 bataljon om 6 kompanier.
- 1 kompani = 85 man.

### Stab
- 1  överste (kompanichef)
- 1  överstelöjtnant (kompanichef)
- 1  major (kompanichef)
- 1  aide-major (regementsadjutant) per bataljon
- 1  tolk
- 1  regementspastor
- 1  regementsfältskär
- 1  auditör
- 1  prévôt (fiskal)
- 1  greffier (protokollförare)
- 2 archers (gevaldiger)
- 1  profoss
- 1  regementstrumslagare

### Kompani
- 1  kapten
- 1  sekundkapten
- 1  premiärlöjtnant
- 2  löjtnanter
- 1  underlöjtnant (endast vid de båda första kompanierna)
- 3  sergeanter
- 1  furir
- 2  rustmästare
- 1  furirskytt
- 3  korpraler
- 1  timmerman
- 2  trumslagare
- 6  anspessades (vicekorpraler)
- 6  grenadjärer
- 61 fysiljärer

Kommandospråket var tyska.

## Fälttecken

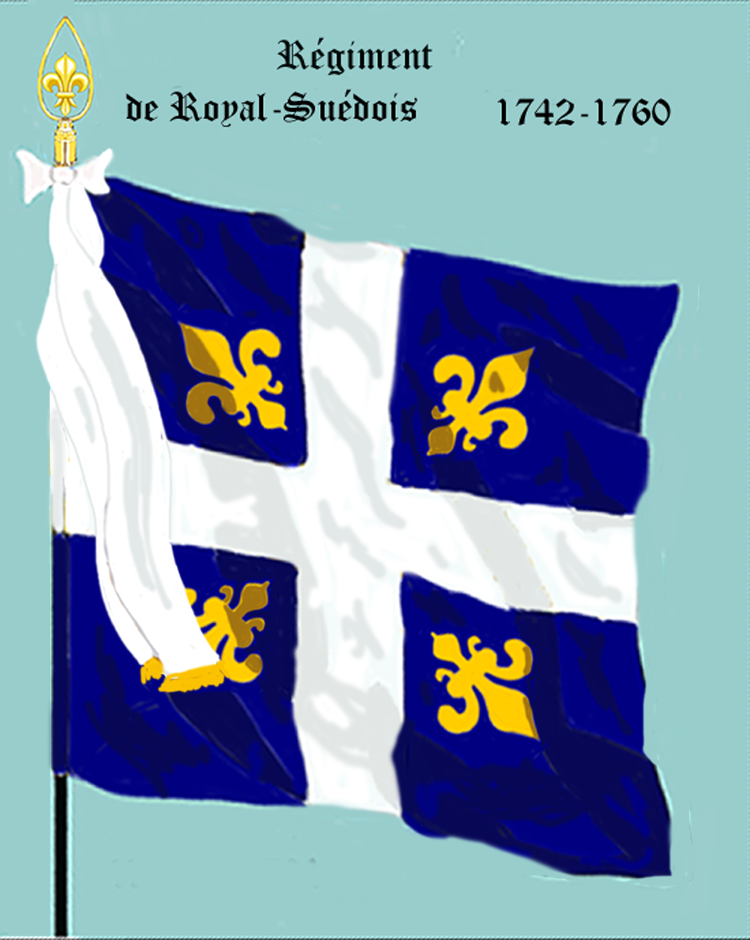
Kompanifana 1742-1760
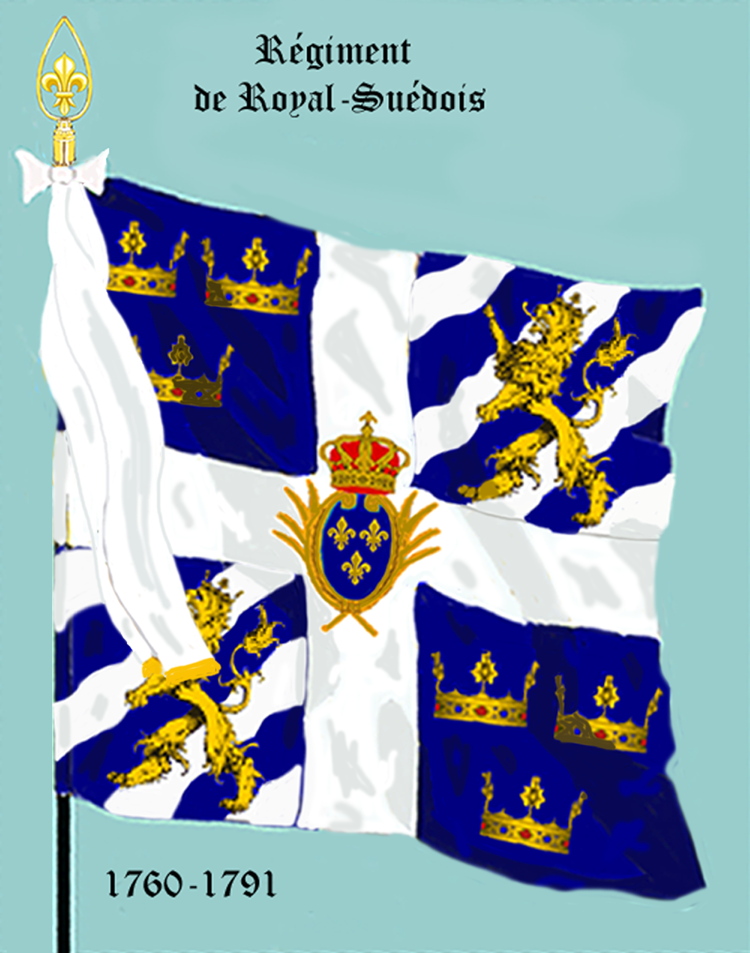
Kompanifana 1760-1791
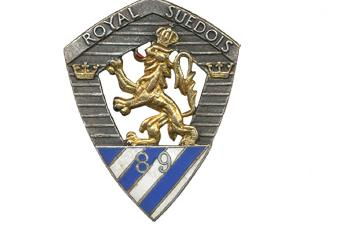
Förbandstecken för 89e Régiment d'Infanterie de Ligne

## Uniformer
| Uniform modell 1776 | Uniform modell 1762 | Uniform modell 1734 | Johan Cronhielm i uniform modell 1734 |